# Traminda gracillata
Traminda gracillata är en fjärilsart som beskrevs av Hans Rebel 1948. Traminda gracillata ingår i släktet Traminda och familjen mätare. Inga underarter finns listade i Catalogue of Life.